# Paranepheliinae
Paranepheliinae H. Rob. (1983) è una sottotribù di piante angiosperme dicotiledoni della famiglia delle Asteraceae.

## Etimologia
Il nome scientifico di questa sottotribù deriva dal suo genere tipo Paranephelius  Poepp., 1843 ed è stato definito per la prima volta dal botanico statunitense Harold E. Robinson (1932 - ) nella pubblicazione "Smithsonian Contributions to Botany. Washington, DC -  54: 44 (1983)" del 1983.

## Descrizione

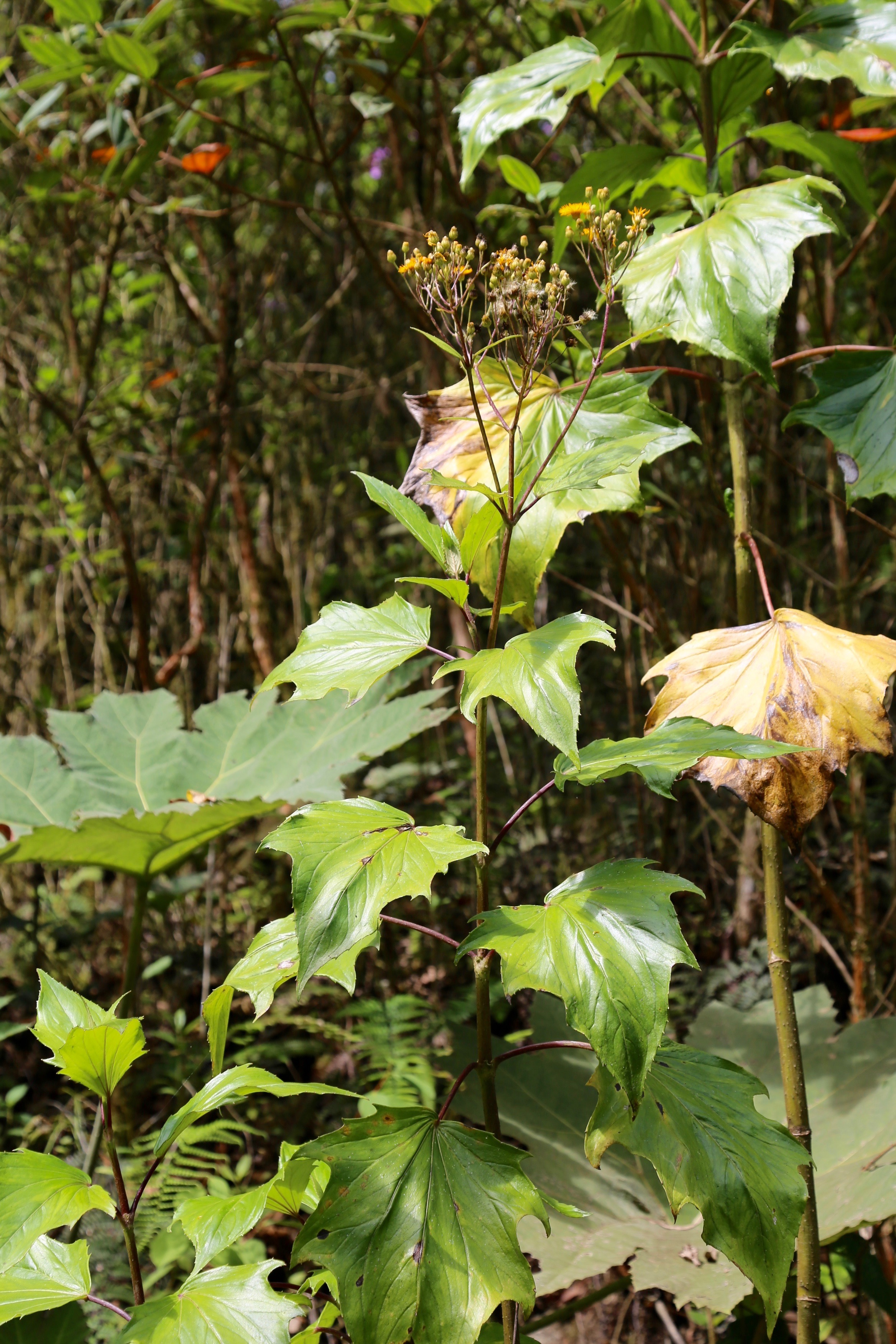
Il portamento
Erato polymnioides

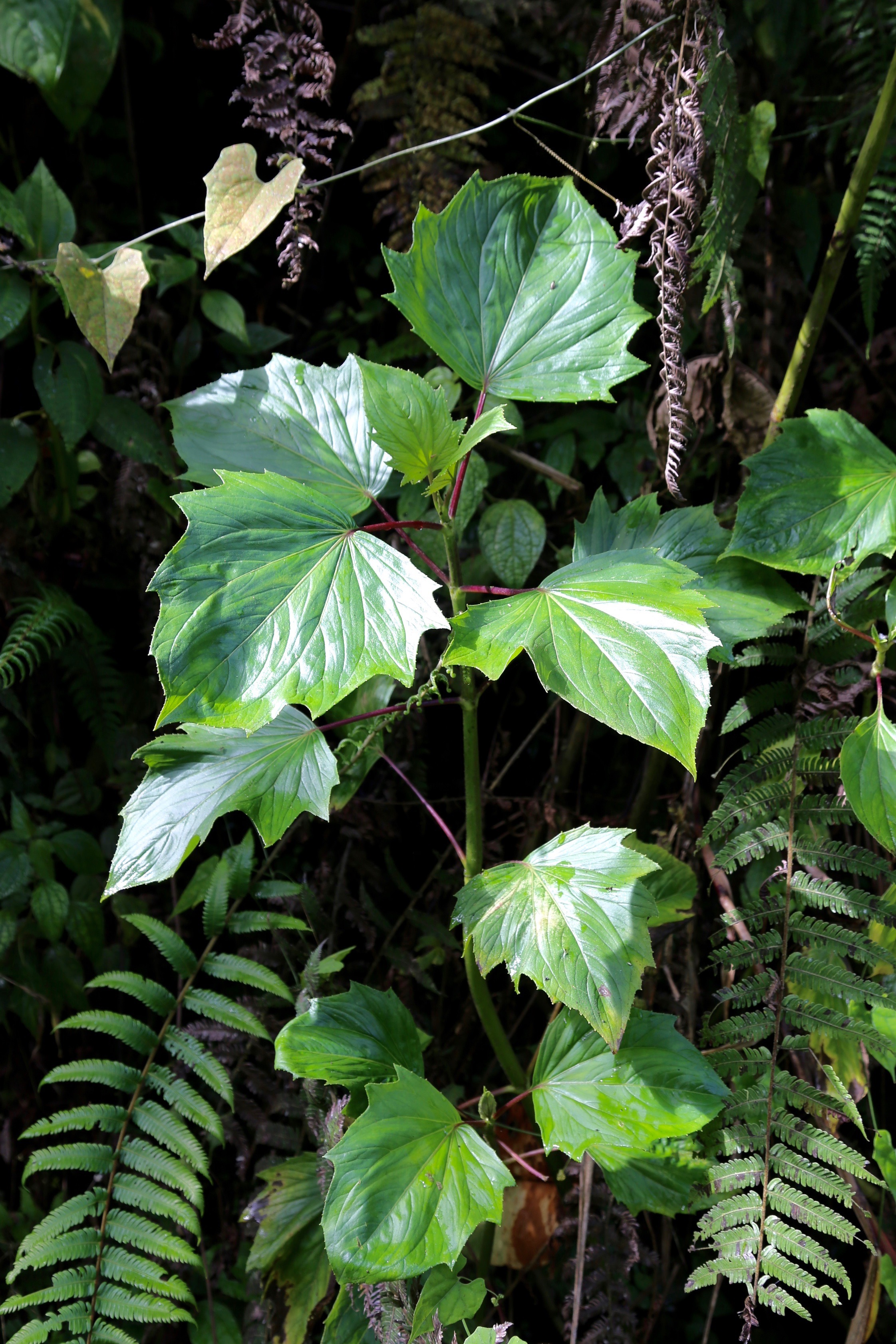
Le foglie
Erato polymnioides

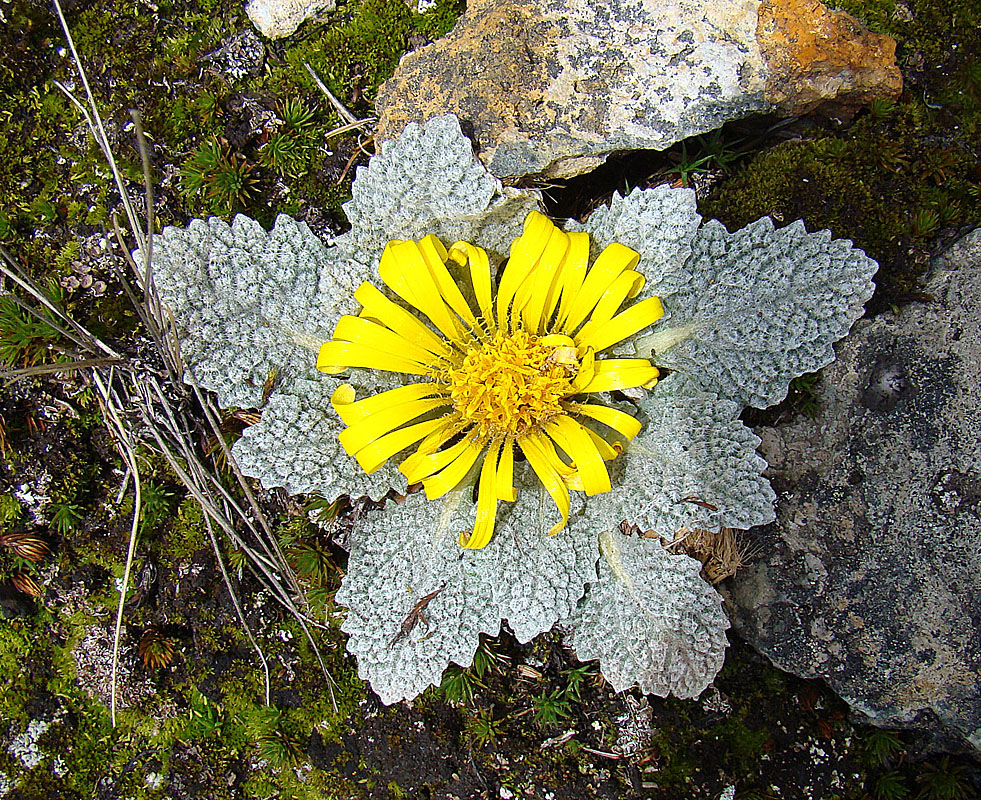
Infiorescenza
Paranephelius asperifolius

Le specie di questa sottotribù sono erbacee annuali o perenni, ma anche arbusti. I fusti possono essere glabri o tomentoso-aracnoidi o anche ghiandolosi. In genere queste piante sono senza lattice a parte le specie del genere Microliabum. In Paranephelius il fusto è assente.
Le foglie lungo il caule sono generalmente opposte; in Paranephelius e Pseudonoseris le foglie sono spiralate. In alcune specie le foglie basali formano delle rosette basali, in altre sono fuse all'interno di guaine oppure sono sessili.  La lamina è intera: lanceolata o ovata o palmata o pennatosetta con bordi dentati in modo acuto o lobato. La superficie può essere tri-nervia (oppure con 5 - 9 venature come in Erato). In alcune specie la superficie è tomentosa (Erato), in altre ancora bollosa (Paranephelius uniflorus) oppure semplicemente liscia. Possono essere presenti anche delle formazioni fogliari tipo stipole o dei dischi nodali, talvolta fusi nella guaina.
Le infiorescenze sono quelle tipiche delle Asteraceae: un capolino sorretto dal peduncolo (in Paranephelius i capolini sono sessili) e formato da un involucro composto da più squame che fanno da protezione al ricettacolo  sul quale s'inseriscono due tipi di fiori: quelli esterni ligulati (fiori del raggio) e quelli interni tubulosi (fiori del disco). I capolini sono singoli ("scaposi" nella maggioranza dei casi) o raccolti in corimbi (Erato polymnioides). Gli involucri hanno delle forme che vano da cilindriche a emisferiche o campanulate. Le squame sono numerose: in Chinopappus da 50 a 55 disposte in 5 serie; in Erato da 40 a 100 in 4 serie; in Microliabum da 30 a 75 in 2 - 4 serie; in Philoglossa da 20 a 30 in 3 - 4 serie; in Paranephelius e in Pseudonoseris da 40 a 50 in 4 serie. Il ricettacolo in genere è nudo (senza pagliette) o alveolato e con creste.
I fiori sono tetra-ciclici (ossia sono presenti 4 verticilli: calice – corolla – androceo – gineceo) e pentameri (ogni verticillo ha in genere 5 elementi). I fiori sono inoltre ermafroditi e zigomorfi. In Chinopappus sono presenti circa 40 fiori del raggio e da 75 a 125 fiori del disco; in Erato sono presenti da 70 a 230 fiori del raggio e da 20 a 150 fiori del disco; in Microliabum sono presenti da 10 a 30 fiori del raggio e da 15 a 175 fiori del disco; in Philoglossa sono presenti da 21 a 70 fiori del raggio e da 30 a 60 fiori del disco; in Paranephelius sono presenti da 20 a 35 fiori del raggio e da 20 a 33 fiori del disco; in Pseudonoseris sono presenti da 15 a 20 fiori del raggio e da 25 a 55 fiori del disco.
- Formula fiorale:

*/x K {\displaystyle \infty }, [C (5), A (5)], G 2 (infero), achenio
- Calice: i sepali del calice sono ridotti ad una coroncina di squame.

- Corolla: le corolle dei fiori esterni sono generalmente giallo-arancio (rossi in Pseudonoseris szyszylowiczii) e con ligula ben sviluppata a tre denti. In alcune specie la ligula è strettamente lineare (Chionopappus benthamii), in altre è più corta del diametro del disco (Erato stenolepis), oppure normalmente a forma lanceolata (da strettamente ellittica a lineare in Microliabum). I fiori del disco in genere sono più scuri (arancio o quasi rosso).

- Androceo: gli stami sono 5 con filamenti liberi e distinti, mentre le antere sono saldate in un manicotto (o tubo) circondante lo stilo. Le antere alla base hanno una corta coda a frange.

- Gineceo: lo stilo è filiforme, mentre gli stigmi dello stilo sono due e divergenti (in Paranephelius sono a spirale). L'ovario è infero uniloculare formato da 2 carpelli. Gli stigmi hanno la superficie stigmatica interna.

I frutti sono degli acheni normalmente senza pappo. L'achenio ha una forma più o meno cilindrica (compressa in Philoglossa) o in genere oblunga a più coste laterali (da 8 a 10 in Chinopappus, Pseudonoseris e in Paranephelius; 4 in Erato; da 8 a 16 in Microliabum; 2 coste in Philoglossa). Il pappo se presente è formato da delle barbe apicali (da 25 a 50) in Erato; setoloso in Paranephelius (fino a 80 setole); oppure formato da una decina di setole piumose in Chionopappus; oppure formato da setole e squame frammiste o setole squamiformi.

## Biologia
- Impollinazione: l'impollinazione avviene tramite insetti (impollinazione entomogama tramite farfalle diurne e notturne).
- Riproduzione: la fecondazione avviene fondamentalmente tramite l'impollinazione dei fiori (vedi sopra).
- Dispersione: i semi (gli acheni) cadendo a terra sono successivamente dispersi soprattutto da insetti tipo formiche (disseminazione mirmecoria). In questo tipo di piante avviene anche un altro tipo di dispersione: zoocoria. Infatti le brattee dell'involucro possono agganciarsi ai peli degli animali di passaggio disperdendo così anche su lunghe distanze i semi della pianta.

## Distribuzione e habitat
Le specie della sottotribù sono distribuite soprattutto nell'America del Sud; alcune si estendono più ampiamente fino alla Costa Rica (Erato); altre vegetano a quote molto alte: 4600 m s.l.m. ( Paranephelius).

## Tassonomia
La famiglia di appartenenza di questa voce (Asteraceae o Compositae, nomen conservandum) probabilmente originaria del Sud America, è la più numerosa del mondo vegetale, comprende oltre 23 000 specie distribuite su 1 535 generi, oppure 22 750 specie e 1 530 generi secondo altre fonti (una delle checklist più aggiornata elenca fino a 1 679 generi). La famiglia attualmente (2021) è divisa in 16 sottofamiglie.

### Filogenesi
Le piante di questa voce appartengono alla tribù Liabeae della sottofamiglia Vernonioideae. Questa assegnazione è stata fatta solo ultimamente in base ad analisi di tipo filogenetico sul DNA delle piante. Precedenti classificazioni descrivono queste piante nella sottofamiglia Cichorioideae oppure (ancora prima) i vari membri di questo gruppo, a dimostrazione della difficoltà di classificazione delle Liabeae, erano distribuiti in diverse tribù: Vernonieae, Heliantheae, Helenieae, Senecioneae e Mutisieae.
Questa sottotribù venne riconosciuta per la prima volta nel 1983 in base a dati morfologici e citologici. Da analisi filogenetiche questo gruppo non è monofiletico (all'interno è nidificata la sottotribù Munnoziinae) e risulta diviso a sua volta in tre cladi monofiletici:
Clade A: composto dal genere Microliabum e  Stephanbeckia. In particolare il genere Microliabum dalle ultime analisi del DNA di tipo filogenetico non è risultato monofiletico per cui è stato ridotto al solo subgenus Microliabum. In precedenti classificazioni il genere Microliabum è descritto all'interno della sottotribù Liabinae.
Clade B: composto dai generi Paranephelius, Pseudonoseris e Austroliabum. Quest'ultimo genere è stato ricavato dal Microliabum subgenus Austroliabum m (H.Rob. & Brettell) H.Rob). I generi Paranephelius e Pseudonoseris sono nidificati uno dentro l'altro.
Clade C: composto dai generi Erato, Philoglossa e Chionopappus. I generi Erato e Philoglossa formano un "gruppo fratello". Recenti studi filogenetici sul DNA hanno tuttavia rimesso in discussione le circoscrizioni delle due sottotribù Munnoziinae e Paranepheliinae in quanto in alcuni conteggi del DNA i generi Erato, Chionopappus e Philoglossa risultano formare con le specie della sottotribù Munnoziinae un "gruppo fratello" rendendo così le due sottotribù parafiletiche.
Il cladogramma tratto dallo studio citato e semplificato mostra l'attuale conoscenza della sottotribù.
|  | Microliabum   |
|  |               |
|  | Stephanbeckia |
|  |               |

|  | Austroliabum                                                    |
|  |                                                                 |
|  | \| \| Paranephelius \| \| \| \| \| \| Pseudonoseris \| \| \| \| |
|  |                                                                 |
|  | Paranephelius                                                   |
|  |                                                                 |
|  | Pseudonoseris                                                   |
|  |                                                                 |

|  | Paranephelius |
|  |               |
|  | Pseudonoseris |
|  |               |

|  | Chionopappus                                          |
|  |                                                       |
|  | \| \| Erato \| \| \| \| \| \| Philoglossa \| \| \| \| |
|  |                                                       |
|  | Erato                                                 |
|  |                                                       |
|  | Philoglossa                                           |
|  |                                                       |

|  | Erato       |
|  |             |
|  | Philoglossa |
|  |             |

|  | Chionopappus                                          |
|  |                                                       |
|  | \| \| Erato \| \| \| \| \| \| Philoglossa \| \| \| \| |
|  |                                                       |
|  | Erato                                                 |
|  |                                                       |
|  | Philoglossa                                           |
|  |                                                       |

|  | Erato       |
|  |             |
|  | Philoglossa |
|  |             |

|  | Microliabum   |
|  |               |
|  | Stephanbeckia |
|  |               |

|  | Austroliabum                                                    |
|  |                                                                 |
|  | \| \| Paranephelius \| \| \| \| \| \| Pseudonoseris \| \| \| \| |
|  |                                                                 |
|  | Paranephelius                                                   |
|  |                                                                 |
|  | Pseudonoseris                                                   |
|  |                                                                 |

|  | Paranephelius |
|  |               |
|  | Pseudonoseris |
|  |               |

|  | Chionopappus                                          |
|  |                                                       |
|  | \| \| Erato \| \| \| \| \| \| Philoglossa \| \| \| \| |
|  |                                                       |
|  | Erato                                                 |
|  |                                                       |
|  | Philoglossa                                           |
|  |                                                       |

|  | Erato       |
|  |             |
|  | Philoglossa |
|  |             |

|  | Chionopappus                                          |
|  |                                                       |
|  | \| \| Erato \| \| \| \| \| \| Philoglossa \| \| \| \| |
|  |                                                       |
|  | Erato                                                 |
|  |                                                       |
|  | Philoglossa                                           |
|  |                                                       |

|  | Erato       |
|  |             |
|  | Philoglossa |
|  |             |

Le seguenti caratteristiche sono condivise dalla maggior parte delle specie della tribù:
- nei fusti è frequente la presenza di lattice;
- le foglie hanno una disposizione opposta e spesso sono fortemente trinervate con superfici inferiori tomentose;
- il colore dei fiori del raggio e del disco sono in prevalenza gialli o tonalità vicine;
- le corolle del disco sono profondamente lobate;
- le basi delle antere sono calcarate;
- le superfici stigmatiche sono continue all'interno dei rami dello stilo;
- il polline è spinoso e sferico.

### Composizione della sottotribù
La sottotribù comprende 8 generi e 28 specie.
| Genere                                | N. specie                                                 | Distribuzione                     | Caratteri distintivi |
| ------------------------------------- | --------------------------------------------------------- | --------------------------------- | --- |
| Austroliabum H.Rob. & Brettell, 1974  | 3                                                         | Argentina del nord                | Le brattee dell'involucro aumentano gradualmente in lunghezza - Il pappo interno è persistente. |
| Chionopappus Benth., 1873             | Una specie: C. benthamii S.F. Blake                       | Perù                              | Il portamento varia da subarbustivo a arbustivo - Il ricettacolo è formato da pagliette - Il colore della corolla è rosso - Gli acheni sono prismatici a 8 - 10 coste - Il pappo, persistente, è formato da setole piumose. |
| Erato DC., 1836                       | 5                                                         | Dalla Costa Rica al Perù          | L'habitus è formato da erbe grossolane perenni (sono presenti anche arbusti) - Le foglie sono palmate con 5 - 9 venature actinodrome - Gli acheni hanno 4 facce (e 4 coste). |
| Microliabum Cabrera, 1955             | 3                                                         | Bolivia e Argentina               | I rami delle infiorescenze sono disposti in modo alterno - L'involucro ha una forma emisferica - Le brattee dell'involucro sono disposte su 2 - 4 (principalmente 3) serie - Il ricettacolo è scarsamente alveolato e privo di peli, squamelle o protuberanze.                                                                       |
| Paranephelius Poepp., 1843            | 6                                                         | Perù, Argentina e Bolivia         | I capolini sono sessili e sottesi dalle rosette basali - Le foglie sono sessili o peduncolate - Gli acheni sono normalmente glabri. |
| Philoglossa DC., 1836                 | 5                                                         | Colombia, Ecuador, Perù e Bolivia | Il portamento è piccolo-erbaceo, eretto o decombente - Le foglie sono trinervate, sono verdi e prive di tomento - Gli acheni hanno delle forme compresse con 2 coste - Il pappo può essere assente. |
| Pseudonoseris H.Rob. & Brettell, 1974 | 4                                                         | Perù e Bolivia                    | Il portamento è erbaceo con pochi capolini peduncolati - La faccia adassiale delle foglie varia da rugosa a poco liscia - Le brattee involucrali sono poco embricate ed hanno delle forme lineari-lanceolate con apici attenuati - I colori delle corolle variano da giallo-arancio-rosso - Gli acheni sono fondamentalmente glabri. |
| Stephanbeckia H.Rob. & V.A.Funk, 2011 | Una specie: Stephanbeckia plumosa H.Rob. & V.A.Funk, 2011 | Bolivia                           | Il portamento è piccolo-erbaceo - Il ricettacolo è nudo - Gli acheni sono compressi con 2 coste - Il pappo è deciduo. |

Nella tabella precedente non è stato inserito il genere Bishopanthus H. Rob., 1983 con distribuzione nel Perù; provvisoriamente escluso in attesa di ulteriori studi. Si avvicina al genere Chionopappus nella morfologia del capolino.